# 금박 (한국 전통 공예)

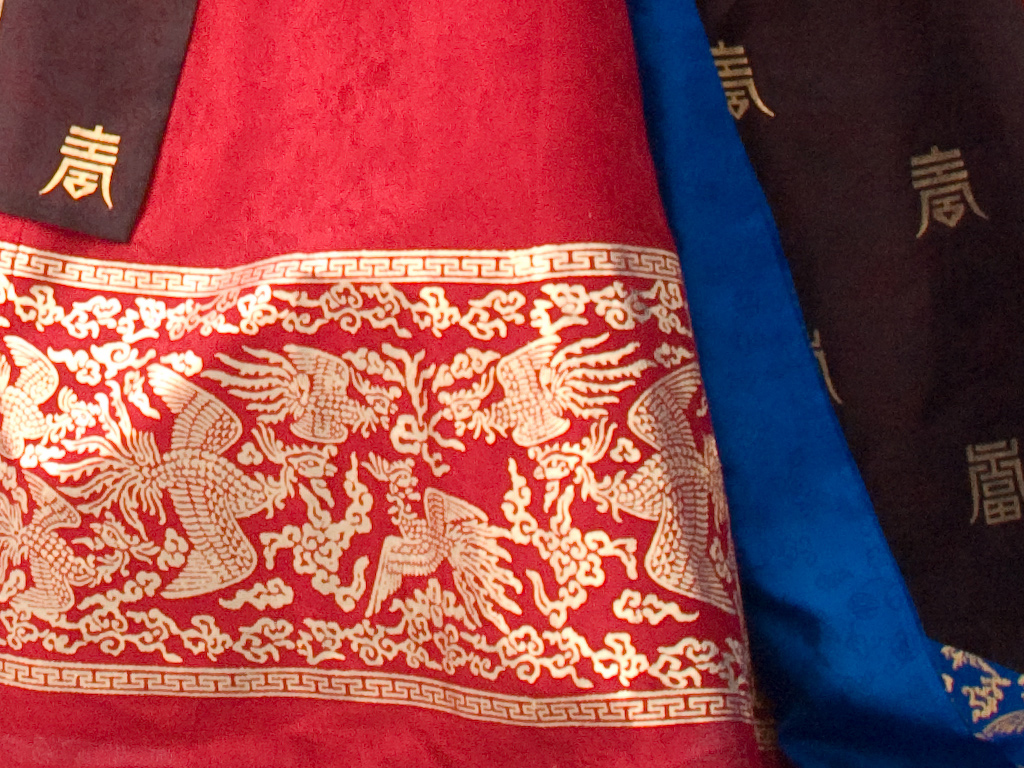
금박

금박은 한복이나 장식용 천에 아주 얇은 금박을 붙이는 한국 전통 공예이다. 이 기술을 전문으로 하는 장인을 금박장이라고 한다.
김덕환(金德煥) 선생이 대한민국의 국가무형문화재 제119호 보유자로 인간 국보로 지정됐다.

## 사진

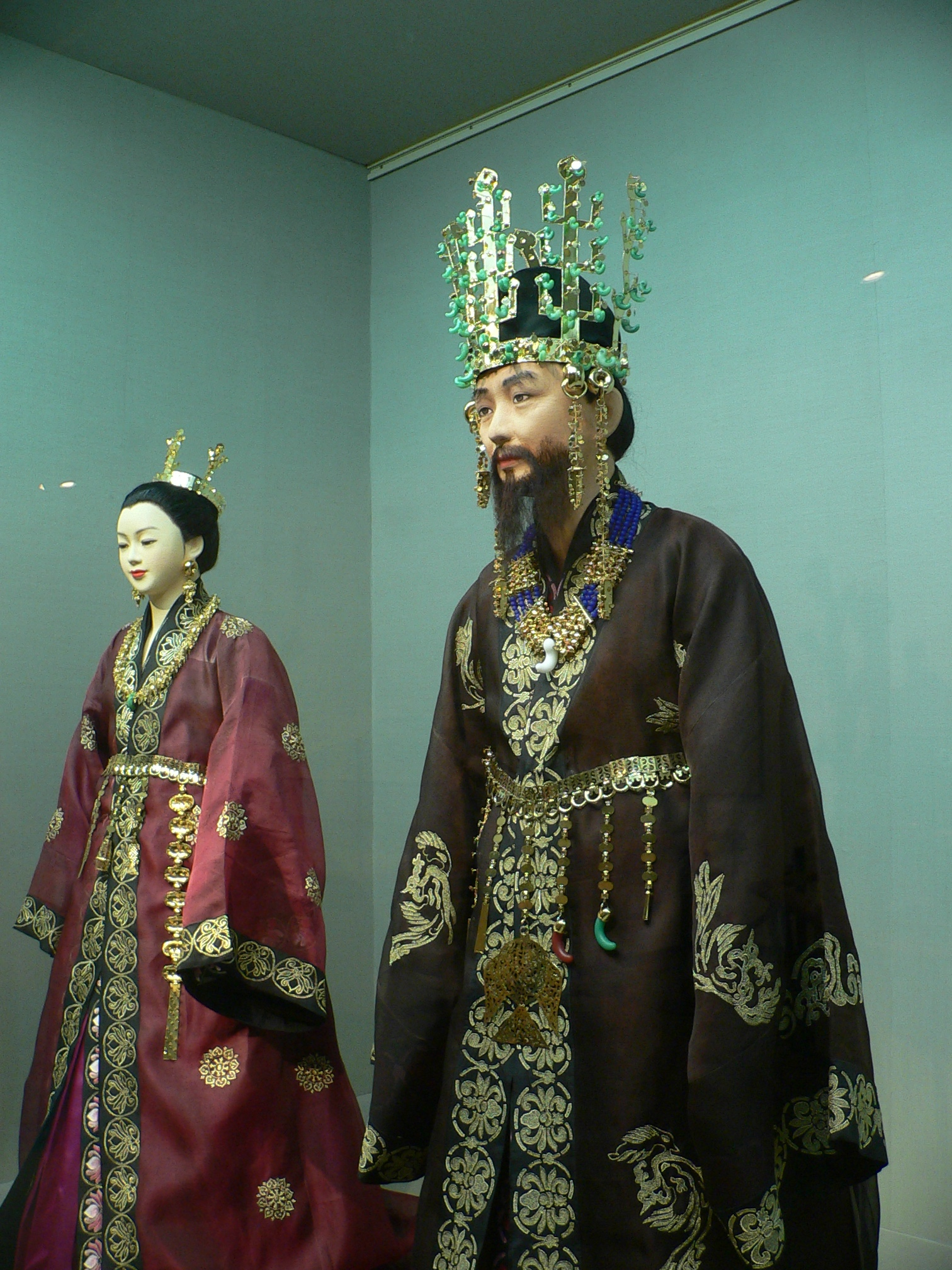
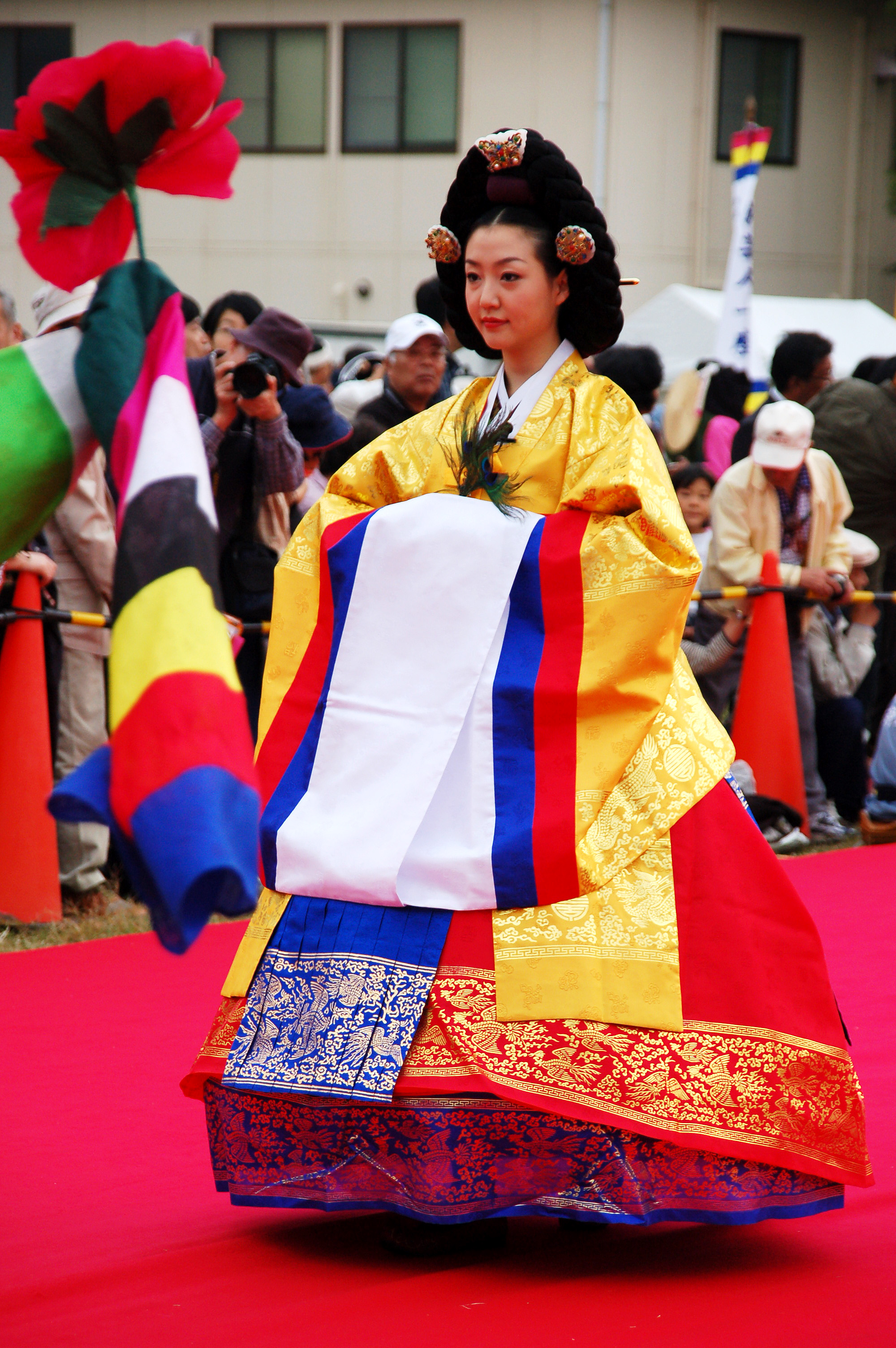
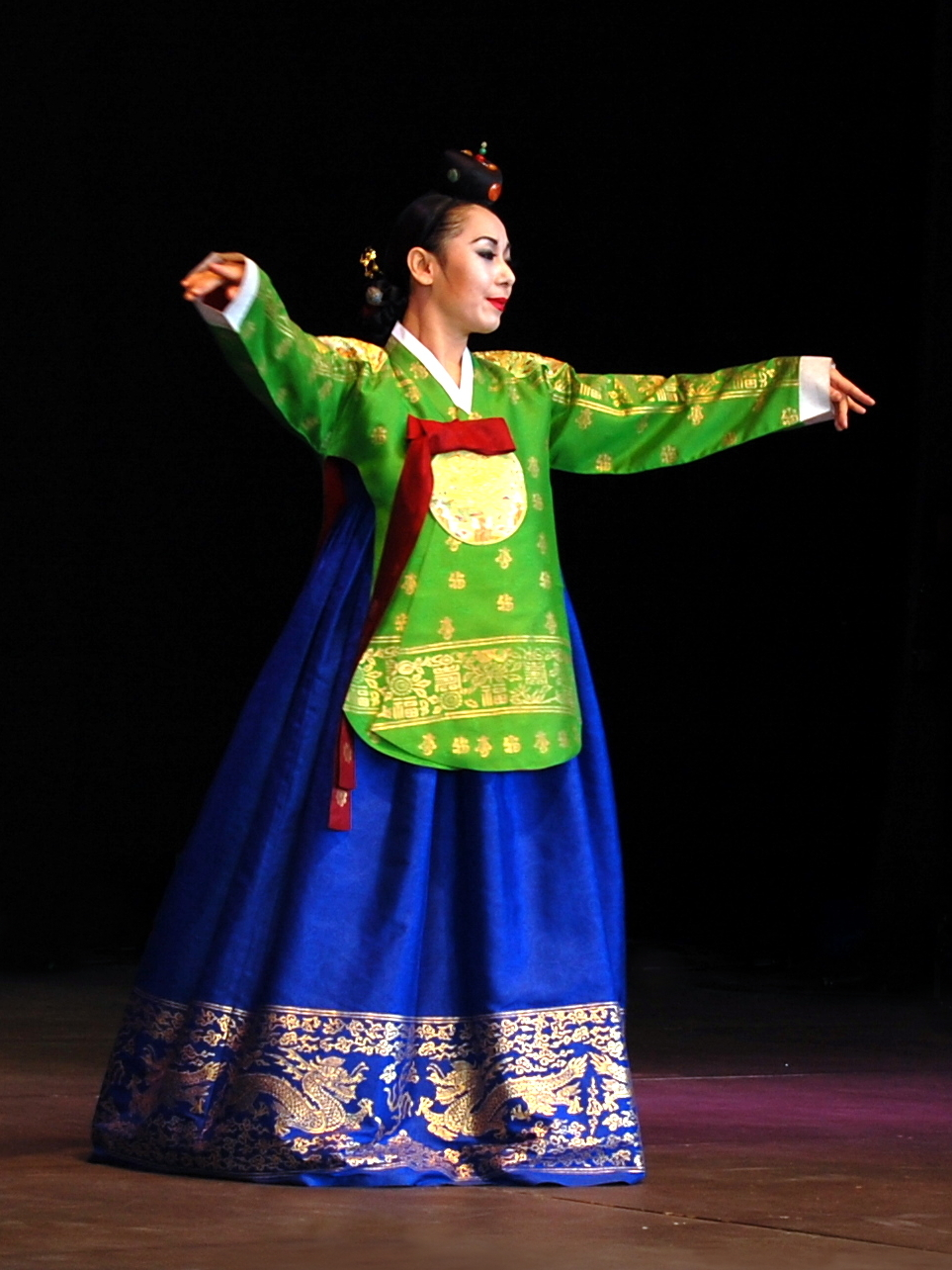
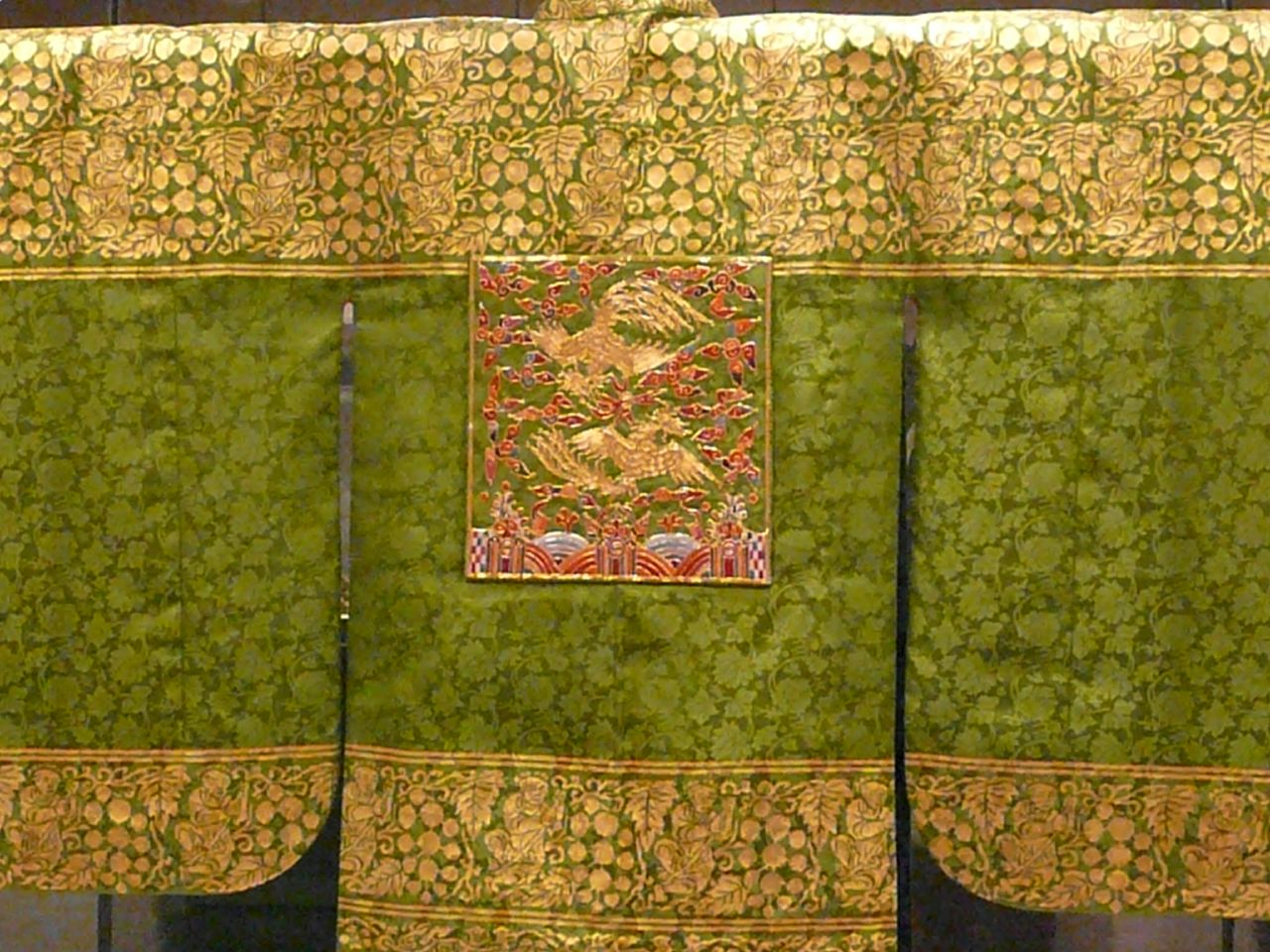